# Miszkieniki Wielkie
Miszkieniki Wielkie – wieś w Polsce położona w województwie podlaskim, w powiecie sokólskim, w gminie Szudziałowo.
W latach 1975–1998 miejscowość administracyjnie należała do województwa białostockiego.
W Miszkienikach stacjonowała strażnica WOP.
Wierni kościoła rzymskokatolickiego należą do parafii Najświętszej Maryi Panny Pośredniczki Łask i św. Agaty w Minkowcach.